# 塞沃河 (杜沃河支流)
塞沃河（法語：Sèves，法語發音：[sɛv]）是法国诺曼底大区芒什省的河流，是杜沃河的右支流，长33.3千米。